# Pueblo Nuevo, Calpan
Pueblo Nuevo är en ort i Mexiko.   Den ligger i kommunen Calpan och delstaten Puebla, i den sydöstra delen av landet, 80 km öster om huvudstaden Mexico City. Pueblo Nuevo ligger 2 376 meter över havet och antalet invånare är 558.
Terrängen runt Pueblo Nuevo är kuperad västerut, men österut är den platt. Terrängen runt Pueblo Nuevo sluttar brant österut. Runt Pueblo Nuevo är det tätbefolkat, med 286 invånare per kvadratkilometer. Närmaste större samhälle är Cholula, 15,0 km öster om Pueblo Nuevo. Trakten runt Pueblo Nuevo består till största delen av jordbruksmark.